# Sofia Arvidsson
Sofia Arvidsson (* 16. Februar 1984 in Halmstad) ist eine ehemalige schwedische Tennisspielerin.

## Karriere
Arvidsson, die Hallenplätze bevorzugte, begann im Alter von acht Jahren mit dem Tennissport.
Ab 2010 stand sie im schwedischen Fed-Cup-Team, für das sie bei 38 Niederlagen 50 Siege beisteuern konnte. 2008 nahm sie für ihr Land auch an den Olympischen Spielen in Peking teil.
Ab 1999 spielte sie auf ITF-Turnieren, noch im selben Jahr bestritt sie ihre erste Qualifikationsrunde auf der WTA Tour. 2006 erreichte sie bei den Australian Open die dritte Runde, es war ihr bestes Abschneiden bei einem Grand-Slam-Turnier. Im selben Jahr gewann sie auch ihr erstes WTA-Turnier. Im Finale von Memphis bezwang sie Marta Domachowska mit 6:2, 2:6, 6:3, nachdem sie zuvor im Achtelfinale Lisa Raymond mit 6:4, 6:4, im Viertelfinale Caroline Wozniacki mit 7:5, 6:4 und im Halbfinale Amy Frazier 6:2 und 6:2 besiegt hatte. Im Mai 2006 erreichte sie mit Position 29 ihre beste Platzierung in der WTA-Weltrangliste.
Ihren einzigen WTA-Titel im Doppel gewann sie im September 2010 in Québec, als sie mit ihrer Landsfrau Johanna Larsson die Paarung Bethanie Mattek-Sands/Barbora Záhlavová-Strýcová im Entscheidungssatz besiegte.
Im Februar 2012 konnte Arvidsson sechs Jahre nach ihrem ersten Turniersieg noch einmal das Turnier von Memphis gewinnen und damit ihren zweiten Einzeltitel auf der WTA Tour feiern.
2006, 2007 und 2009 wurde sie mit dem TC Rüppurr deutsche Mannschaftsmeisterin. 2011 spielte sie für den TEC Waldau, 2012 für den TC Moers 08 und ab 2013 für den TC Blau-Weiss Berlin in der Tennis-Bundesliga.
Am 4. Januar 2016 erklärte Sofia Arvidsson ihren Rücktritt vom Profitennis.

## Turniersiege

### Einzel
| Nr. | Datum              | Turnier        | Kategorie         | Belag             | Finalgegnerin             | Ergebnis          |
| --- | ------------------ | -------------- | ----------------- | ----------------- | ------------------------- | ----------------- |
| 1.  | 30. September 2001 | Sunderland     | ITF $10.000       | Hartplatz (Halle) | Olivia Sanchez            | 6:3, 2:6, 6:0     |
| 2.  | 4. November 2001   | Stockholm      | ITF $10.000       | Hartplatz (Halle) | Susi Bensch               | 6:1, 6:2          |
| 3.  | 3. März 2002       | Buchen         | ITF $10.000       | Teppich (Halle)   | Syna Schreiber            | 7:64, 3:5 Aufgabe |
| 4.  | 30. Juni 2002      | Båstad         | ITF $25.000       | Sand              | Maria Wolfbrandt          | 7:5, 6:4          |
| 5.  | 20. Oktober 2002   | Southampton    | ITF $25.000       | Hartplatz (Halle) | Wolha Barabanschtschykawa | 6:2, 1:6, 6:4     |
| 6.  | 28. September 2003 | Glasgow        | ITF $25.000       | Hartplatz         | Tessy van de Ven          | 3:6, 6:3, 6:3     |
| 7.  | 16. November 2003  | Eugene         | ITF $50.000       | Hartplatz (Halle) | Tara Snyder               | 6:4, 6:4          |
| 8.  | 30. November 2003  | Prag           | ITF $25.000       | Teppich (Halle)   | Virginie Pichet           | 6:1, 6:2          |
| 9.  | 6. Februar 2005    | Sunderland     | ITF $25.000       | Hartplatz (Halle) | Irina Bulykina            | 6:1, 6:1          |
| 10. | 25. Februar 2006   | Memphis        | WTA Tier III      | Hartplatz (Halle) | Marta Domachowska         | 6:2, 2:6, 6:3     |
| 11. | 18. Februar 2007   | Saint Paul     | ITF $50.000       | Hartplatz (Halle) | Wolha Hawarzowa           | 2:6, 6:1, 6:4     |
| 12. | 7. Juli 2007       | Båstad         | ITF $25.000       | Sand              | Liana-Gabriela Ungur      | 6:77, 6:2, 6:0    |
| 13. | 14. Oktober 2007   | Joué-lès-Tours | ITF $50.000       | Hartplatz (Halle) | Kristina Barrois          | 6:3, 6:2          |
| 14. | 21. Oktober 2007   | Glasgow        | ITF $25.000       | Hartplatz (Halle) | Katie O’Brien             | 6:3, 6:1          |
| 15. | 11. Mai 2008       | Zagreb         | ITF $75.000       | Sand              | Séverine Brémond          | 7:60, 6:2         |
| 16. | 27. September 2009 | Saguenay       | ITF $50.000       | Hartplatz (Halle) | Séverine Brémond          | 5:7, 6:4, 7:61    |
| 17. | 18. Oktober 2009   | Joué-lès-Tours | ITF $50.000       | Hartplatz (Halle) | Jelena Dokić              | 6:2, 7:67         |
| 18. | 3. Juli 2010       | Ystad          | ITF $25.000       | Sand              | Walerija Sawinych         | 6:3, 6:1          |
| 19. | 31. Oktober 2010   | Poitiers       | ITF $100.000      | Hartplatz (Halle) | Pauline Parmentier        | 6:2, 7:64         |
| 20. | 25. Februar 2012   | Memphis        | WTA International | Hartplatz (Halle) | Marina Eraković           | 6:3, 6:4          |
| 21. | 22. Februar 2015   | Surprise       | ITF $25.000       | Hartplatz         | Sanaz Marand              | 6:2, 6:1          |
| 22. | 28. Juni 2015      | Helsingborg    | ITF $25.000       | Sand              | Malin Ulvefeldt           | 6:74, 6:1, 6:2    |

### Doppel
| Nr. | Datum              | Turnier    | Kategorie         | Belag             | Partnerin               | Finalgegnerinnen                                 | Ergebnis         |
| --- | ------------------ | ---------- | ----------------- | ----------------- | ----------------------- | ------------------------------------------------ | ---------------- |
| 1.  | 2. Juli 2000       | Båstad     | ITF $10.000       | Sand              | Kristina Jarkenstadt    | Susanne Filipp Maria Wolfbrandt                  | 6:4, 7:5         |
| 2.  | 2. März 2002       | Buchen     | ITF $10.000       | Teppich (Halle)   | Claudine Schaul         | Anna Bastrikowa Claudia Kardys                   | 6:0, 7:5         |
| 3.  | 12. Oktober 2003   | Jersey     | ITF $25.000       | Hartplatz (Halle) | Kaia Kanepi             | Yvonne Meusburger Hanna Nooni                    | 6:3, 7:5         |
| 4.  | 15. Februar 2004   | Midland    | ITF $75.000       | Hartplatz (Halle) | Åsa Svensson            | Allison Baker Tara Snyder                        | 7:6, 6:2         |
| 5.  | 4. Juli 2004       | Los Gatos  | ITF $50.000       | Hartplatz         | İpek Şenoğlu            | Nana Smith Lilia Osterloh                        | 6:1, 2:6, 6.4    |
| 6.  | 5. Februar 2005    | Sunderland | ITF $25.000       | Hartplatz (Halle) | Martina Müller          | Dragana Zarić Katarina Mišić                     | 6:2, 6:3         |
| 7.  | 19. Februar 2007   | St. Paul   | ITF $50.000       | Hartplatz (Halle) | Antonella Serra Zanetti | Mervana Jugić-Salkić İpek Şenoğlu                | 7:6, 5:7, 7:6    |
| 8.  | 6. Oktober 2007    | Nantes     | ITF $25.000       | Hartplatz (Halle) | Johanna Larsson         | Melanie South Caroline Maes                      | 4:6, 7:5, [10:7] |
| 9.  | 20. Oktober 2007   | Glasgow    | ITF $25.000       | Hartplatz (Halle) | Johanna Larsson         | Veronika Chvojková Kathrin Wörle                 | 6:2, 6:3         |
| 10. | 3. Juli 2009       | Ystad      | ITF $25.000       | Sand              | Sandra Roma             | Hanna Nooni Melanie Klaffner                     | 6:4, 6:4         |
| 11. | 26. September 2009 | Saguenay   | ITF $50.000       | Hartplatz (Halle) | Severine Bremond        | Stéphanie Dubois Rebecca Marino                  | 6:3, 6:1         |
| 12. | 21. November 2009  | Bratislava | ITF $50.000       | Hartplatz (Halle) | Michaëlla Krajicek      | Arina Rodionowa Tazzjana Putschak                | 6:3, 6:4         |
| 13. | 19. September 2010 | Québec     | WTA International | Hartplatz         | Johanna Larsson         | Bethanie Mattek-Sands Barbora Záhlavová-Strýcová | 6:1, 2:6, [10:6] |
| 14. | 22. Oktober 2011   | Limoges    | ITF $50.000       | Hartplatz (Halle) | Jill Craybas            | Caroline Garcia Aurélie Védy                     | 6:4, 4:6, [10:7] |

## Abschneiden bei Grand-Slam-Turnieren

### Einzel
| Turnier         | 2003 | 2004 | 2005 | 2006 | 2007 | 2008 | 2009 | 2010 | 2011 | 2012 | 2013 | 2014 | Karriere |
| --------------- | ---- | ---- | ---- | ---- | ---- | ---- | ---- | ---- | ---- | ---- | ---- | ---- | -------- |
| Australian Open | Q2   | 1    | Q1   | 3    | 1    | 2    | 1    | 2    | 1    | 1    | 1    | Q1   | 3        |
| French Open     | Q1   | Q2   | 2    | 2    | 1    | 1    | Q1   | 1    | 1    | 2    | 1    | Q1   | 2        |
| Wimbledon       | Q2   | Q3   | 2    | 1    | Q2   | 1    | Q1   | 1    | 1    | 1    | 1    | Q1   | 2        |
| US Open         | Q2   | Q1   | Q1   | 2    | 1    | 2    | Q3   | 2    | 1    | 2    | 2    | Q1   | 2        |

Zeichenerklärung: S = Turniersieg; F, HF, VF, AF = Einzug ins Finale / Halbfinale / Viertelfinale / Achtelfinale; 1, 2, 3 = Ausscheiden in der 1. / 2. / 3. Hauptrunde; Q1, Q2, Q3 = Ausscheiden in der 1. / 2. / 3. Runde der Qualifikation; n. a. = nicht ausgetragen

### Doppel
| Turnier         | 2006 | 2007 | 2008 | 2009 | 2010 | 2011 | 2012 | 2013 | Karriere |
| --------------- | ---- | ---- | ---- | ---- | ---- | ---- | ---- | ---- | -------- |
| Australian Open | 1    | 2    | —    | 2    | —    | 2    | 1    | 1    | 2        |
| French Open     | 2    | —    | 1    | —    | 1    | 2    | 1    | 1    | 2        |
| Wimbledon       | 1    | 1    | —    | —    | 1    | 1    | 1    | 1    | 1        |
| US Open         | 1    | —    | 1    | —    | 1    | 2    | 1    | 1    | 2        |

### Mixed
| Turnier         | 2006 | 2007 | 2008 | 2009 | 2010 | 2011 | 2012 | 2013 | Karriere |
| --------------- | ---- | ---- | ---- | ---- | ---- | ---- | ---- | ---- | -------- |
| Australian Open | —    | —    | —    | —    | —    | AF   | —    | 1    | AF       |
| French Open     | 1    | —    | —    | —    | —    | —    | —    | —    | 1        |
| Wimbledon       | 1    | —    | —    | —    | —    | —    | 1    | AF   | AF       |
| US Open         | —    | —    | —    | —    | —    | —    | —    | —    | —        |